# 康科迪亚-萨吉塔里亚
康科迪亚-萨吉塔里亚（義大利語：Concordia Sagittaria），是意大利威尼托大区威尼斯廣域市的一个市镇。总面积66.5平方公里，人口10684人，人口密度160.7人/平方公里（2009年）。国家统计（ISTAT）代码为027011。